# Амбістома синьопляма
Амбістома синьопляма (Ambystoma laterale) — вид земноводних з роду амбістома родини амбістомові. Інша назва «срібляста амбістома».

## Опис
Загальна довжина становить 8—14 см. Спостерігається статевий диморфізм: самиці більші за самців. Водночас останні мають довшій хвіст. Голова трохи сплощена. Тулуб досить стрункий. з 12—14 реберними борознинами. Кінцівки доволі сильні з довгими пальцями. Хвіст доволі довгий.
Забарвлення спини синьо-чорне зі світло-синіми плямами. Такі ж плями є з боків й на хвості. Черево світліше за спини. на його фоні виділяється суто чорна клоака. Інколи зустрічаються особини-меланісти.

## Спосіб життя
Полюбляє листяні ліси, тримаючись неподалік від дрібних річок та інших водойм. Живиться переважно мурахами, павуками, дрібними комахами і хробаками. При цьому сама стає жертвою різних птахів, хижих риб, єнотів і собак.
Розмноження відбувається навесні. Протягом декількох днів самиця відкладає по 15 яєць, загалом кладка може сягати 500 яєць. Через 30 діб з'являються личинки. Метаморфоз завершується наприкінці літа.

## Розповсюдження
Поширена у штатах Мічиган, Огайо, Массачусетс і Нью-Джерсі (США).